# Spencer Levi
Spencer Levi (San Luis (Misuri), 11 de abril de 1999) es un jugador de baloncesto estadounidense que actualmente forma parte de la plantilla del Yoast United de la BNXT League. Su posición es pívot.

## Trayectoria
Nacido en San Luis (Misuri), es un pívot formado en Lindbergh High School de su ciudad natal hasta 2017, fecha en la que ingresó en la Universidad de Dallas para jugar durante la temporada 2017-18 con los Dallas Crusaders.
En 2018, cambia de universidad e ingresa en la Universidad de Carolina del Norte en Pembroke, donde jugaría durante cuatro temporadas la NCAA con los UNC Pembroke Braves, desde 2018 a 2022.
Tras no ser drafteado en 2022, el 28 de junio de 2022, firma por el Yoast United de la BNXT League.